# Spray

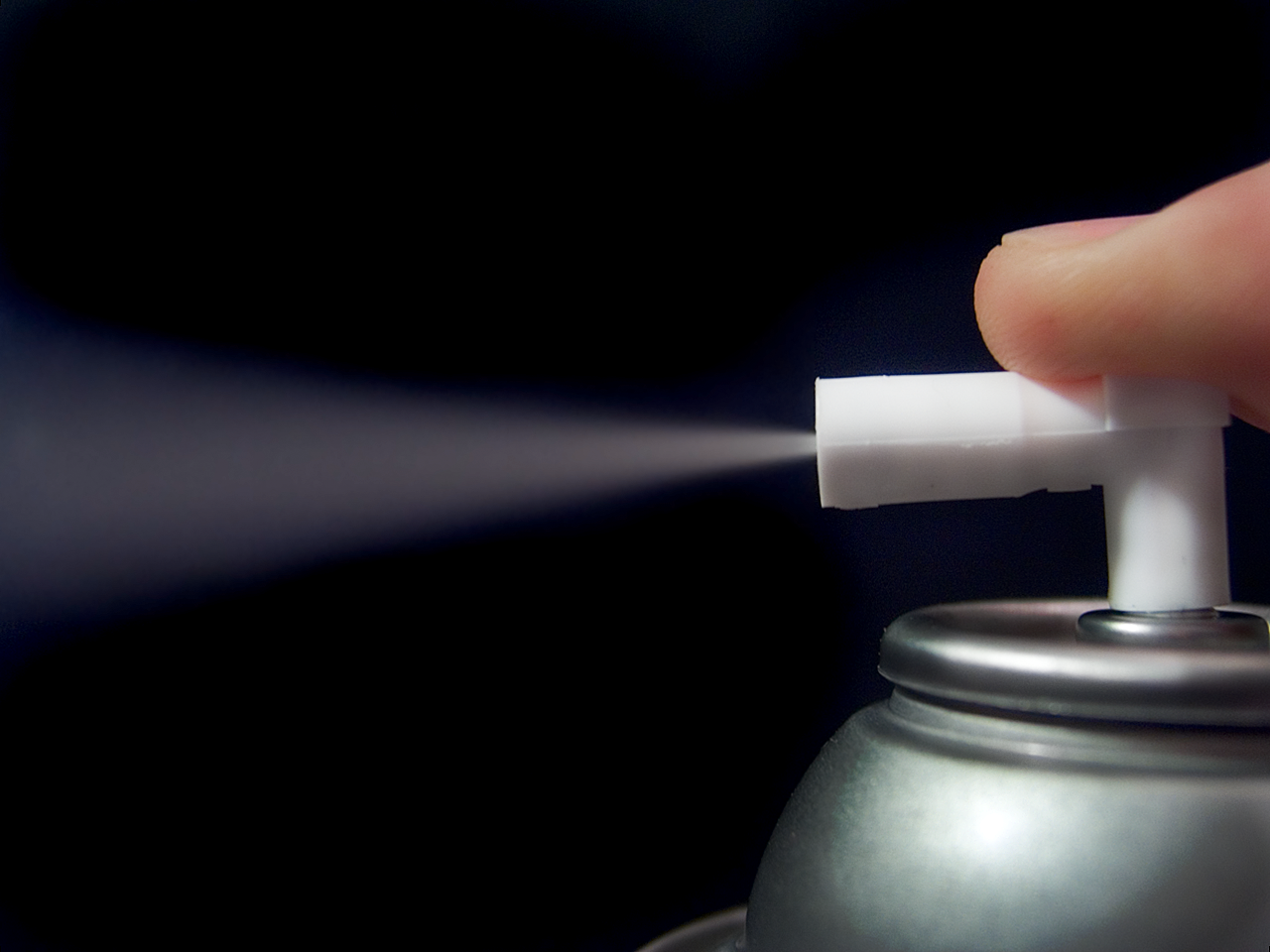
borrifador acionado

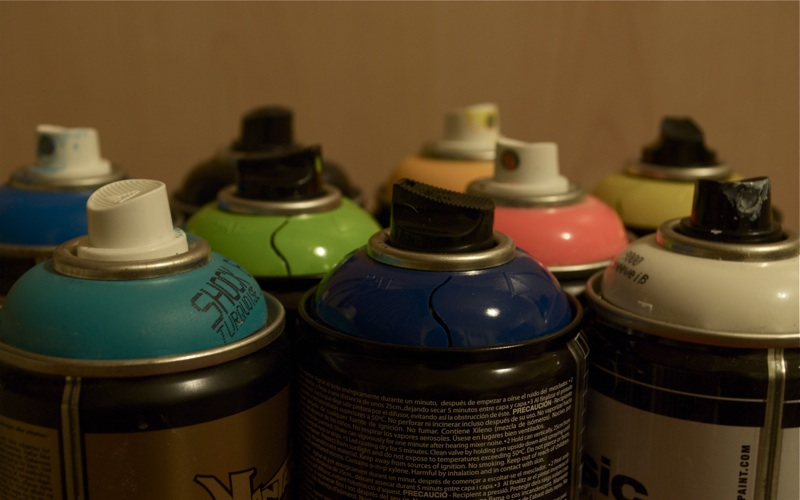
Embalagens de tinta na forma de borrifador

Um borrifador, pulverizador, vaporizador, o estrangeirismo spray (termo de inglês que significa "borrifo", de pronúncia: /sprei/), refere-se a um dispositivo mecânico que permite vaporizar, sob pressão, partículas sólidas ou, mais frequentemente, líquidas, que se encontram em suspensão num meio gasoso (aerossol). 
Muito usado nas embalagens de tintas, permite a saída da tinta em minúsculas gotículas, possibilitando assim a pintura com diversos efeitos, como esfuminho, degradês, entre outros. A tinta, ao misturar-se com o gás, toma a forma de micropartículas. Quando o pino superior é pressionado, o líquido sob pressão é liberado de forma pulverizada. Diversos outros produtos são comercializados em embalagens desse tipo, a exemplo de perfumes, desodorantes, espuma para barbear, medicamentos, tintas, inseticidas, fluido para isqueiros, entre outros.

## História
Desde ao menos 1790, ter-se-iam feito as primeiras tentativas de armazenar líquidos em forma pressurizada, do modo que viria a ser o borrifador. O primeiro borrifador a ser patenteado foi um modelo de aerossol em lata inventado em Oslo, na Noruega, em 1927. Nos Estados Unidos, o borrifador foi patenteado quatro anos depois, em 1931, após uma empresa estadunidense ter comprado os direitos da invenção por 100 000 coroas norueguesas. Em 1998, os Correios da Noruega comemoraram a invenção do borrifador como um feito nacional, criando um selo postal comemorativo a respeito.

## Sprayde tinta
Sprays de tintas foram criados na década de 1970 para uso em pinturas singulares, o que, mais tarde, foi utilizado por pichadores e grafiteiros.

### Restrições a venda
No Brasil, a venda de tintas em embalagens spray foi proibida em 26 de maio de 2011 para menores de 18 anos de idade. A nova legislação sobre a venda desse material foi definida pela lei 12 408, sancionada pela presidente Dilma Rousseff e publicada no Diário Oficial na mesma data. Para compras em território nacional, será necessário apresentar documento comprovando ser maior de 18 anos. Comerciantes terão, ainda, que colocar a identidade do comprador na nota fiscal. As embalagens das tintas virão com o aviso: "Pichação é crime" O grafite, no entanto, é permitido. Foi realizada uma alteração em uma lei de 1998, determinando que "a prática do grafite realizada com o objetivo de valorizar o patrimônio público e privado mediante manifestação artística" com autorização do proprietário é legal.